# 熱線法
熱線法（ねっせんほう、英: Hot wire method）とは、最初、H.S.Carslaw & J.C.Jaegerが著書の中で、径方向定常熱流法に属する同心円筒法で、中心の熱源に1本の金属抵抗線を用い、その電気抵抗値の変化で温度を測定する方法を "Hot wire method" と称されたが、1960年にHaupinが、熱電対を熱源として非定常状態で熱伝導率を測定する方法を考案し、"Hot wire method" と呼んだことから、日本ではこれを「熱線法」と訳して広く行きわたることになった。
正式には非定常熱線法と呼ぶべきものであり、流体分野では細線加熱法と称されているものである。